# Squid (gruppo musicale)
Squid è un gruppo musicale britannico formatosi nel 2016 a Brighton. È composto da Ollie Judge (voce, batteria), Louis Borlase (chitarra), Anton Pearson (chitarra), Laurie Nankivell (basso) e Arthur Leadbetter (tastiere), il gruppo risiede attualmente a Bristol.
Gli Squid hanno pubblicato il loro primo EP, Town Centre, nel 2019 con l'etichetta Speedy Wunderground e da allora hanno pubblicato quattro singoli tramite Warp Records. Il loro album di debutto, Bright Green Field, è stato pubblicato da Warp Records il 7 maggio 2021. Ha ricevuto ampi consensi dalla critica e ha debuttato al numero 4 della classifica degli album del Regno Unito.

## Storia
Gli Squid si sono formati a Brighton, in Inghilterra, nel 2016. Tra le loro influenze principali riconoscono i Neu! e i This Heat. Nel 2019 hanno pubblicato il loro secondo EP, intitolato Town Centre, acclamato dalla critica, prodotto da Dan Carey e pubblicato con l'etichetta Speedy Wunderground. Nel marzo 2020, gli Squid hanno firmato con Warp Records e, ad aprile 2021, hanno pubblicato cinque singoli.
Avevano programmato di visitare l'Europa per tutto il 2020 prima della pandemia di COVID-19. Approfittando del lockdown, la band ha trascorso gran parte del 2020 registrando quello che sarebbe stato il loro album di debutto, Bright Green Field, lavorando nuovamente con il produttore Dan Carey. L'album è stato pubblicato il 7 maggio 2021 ed è stato preceduto da tre singoli, Narrator, Paddling e Pamphlets.
Gli Squid hanno partecipato al Festival di Glastonbury nel giugno 2022 e ai festival Rock en Seine e Paredes de Coura nell'agosto 2022.
All'inizio del 2022, nel Wiltshire, gli Squid hanno registrato il loro secondo album, O Monolith, per poi pubblicarlo il 9 giugno 2023, ancora una volta con Warp Records.
Nei primi mesi del 2025 esce il loro terzo disco "Cowards".

## Formazione
Attuale
- Ollie Judge – voce solista, batteria
- Louis Borlase – chitarra, basso, voce
- Arthur Leadbetter – tastiere, archi, percussioni
- Laurie Nankivell – basso, ottoni, percussioni
- Anton Pearson – chitarra, basso, voce, percussioni

## Discografia

### Album in studio
- 2021 – Bright Green Field
- 2023 – O Monolith
- 2025 – Cowards